# Valerii
Légende :
♦Patricien, ♦Plébéien, ♦Consulaire, ♦Sénatorial, ♦Équestre
Gens et Liste des gentes romaines
Les Valerii (au singulier: Valerius) sont les membres de la gens Valeria, l'une des familles romaines les plus importantes. De rang patricien à l'origine, la famille compte plus tard plusieurs branches plébéiennes.
De toutes les gentes maiores (les plus illustres gentes patriciennes de la République), les Cornelii survivent le plus longtemps. En effet, les Fabii patriciens disparaissent des fastes en 34 apr. J.-C., les Aemilii s'éteignent en 39 apr. J.-C., les Claudii en 68 apr. J.-C. et les liens des Valerii postérieurs aux Julio-Claudiens avec les Valerii patriciens sont contestés. Les Cornelii disparaissent des fastes consulaires sous Marc Aurèle, avec Servius Cornelius Scipio Salvidienus Orfitus, consul en 178, descendant des Lentuli et des Scipions. Il est le dernier représentant du patriciat républicain ancestral.
Les principales branches de la gens Valeria portent les cognomina Corvus, Falto, Flaccus, Laevinus, Maximus, Messalla, Potitus, Publicola et Volusus.
Le nomen Valerius est à l'origine de nombreuses variations et dérivations patronymiques dont Valeri, Valéry, Valere ou Valier.

## Histoire

### Origines
Selon Plutarque, l'un des premiers Valerii arrive peu après la fondation de Rome et serait à l'origine de la réconciliation entre Sabins et Romains, ainsi que de la paix signée entre ces deux peuples. Denys d'Halicarnasse confirme que ce serait un descendant des Sabins venus à Rome avec Titus Tatius, qui partage le trône de Rome avec Romulus,.

### Conversion au christianisme
Les familles des Valerii et Iulii sont citées comme preuve de la conversion de l'élite romaine au christianisme entre le IIe et IIIe siècles, avec d’autres familles historiques comme les Acilii et les Flavii, chrétiens dès le Ier siècle. Des fouilles menées dans les années 1950 ont en effet permis de mettre au jour sous la basilique du Vatican une nécropole qui s'ordonne autour de la tombe de saint Pierre, identifiée par une inscription grecque datable de 160 (« Pierre est ici »). Ces tombes sont occupées entre autres par des membres de la gens Valeria, tombes païennes à l’origine qui deviennent peu à peu chrétiennes, à l'instar de tombes voisines appartenant aux Iulii. Ainsi, dès les années 200-250, période où se développe un christianisme clandestin, les Iulii et les Valerii sont devenus chrétiens.

### Rites funéraires
Comme d'autres anciennes familles romaines, les Valerii ont des rites particuliers : ils sont les seuls à bénéficier de l'autorisation de funérailles dans le pomœrium, le périmètre sacré de Rome, près de la colline de la Velia. Ce privilège leur viendrait de la popularité de leur ancêtre Publius Valerius Publicola qui a habité au pied de cette colline. Les Valerii se contentent toutefois de pratiquer un simulacre d’incinération en passant une torche enflammée sous le corps du défunt exposé à la Velia, puis procèdent à une incinération réelle au-dehors du périmètre sacré.

## Valerii patriciens
- Volusus Valerius, (v.-575 - ?);
  - Publius Valerius Publicola (v. -550 - †-503), un des fondateurs de la République, consul en 509, 508, 507 et 504 av. J.-C. ;
    - Publius Valerius Publicola (v.-520 - †-460), consul en 475 et 460 av. J.-C. ;
      - Lucius Valerius Potitus, (v.-490 - ap.-446), consul en 449 av. J.-C. ;
        - Lucius Valerius Potitus, (v.-455 - ap.-387), tribun consulaire en -314, -406, -403, -401, -398, consul en 393 et 392 av. J.-C. et maître de cavalerie en 390 av. J.-C. ;
          - Lucius Valerius Publicola, (v.-435 - ap.-380), tribun consulaire en 394, 389, 387, 383 et 380 av. J.-C. ;
            - Lucius Valerius Poblicola, (v.-400 - ?)
              - Caius Valerius Potitus Flaccus, (v.-370 - ap.-329), consul en 331 av. J.-C. ;
                - ? Publius Valerius Laevinus, (v.-320 - ap.-280), consul en 280 av. J.-C. ;
                  - Publius Valerius Laevinus, (v.-290 - ?)
                    - Marcus Valerius Laevinus (v.-260 -†-200), consul en 220 et 210 av. J.-C. ;
                      - Marcus Valerius Laevinus, (v.-225 - ap.-171), préteur peregrin en -182;
                      - Caius Valerius Laevinus, (v.-220 - ap.-169), consul en -176;

              - Lucius Valerius Flaccus, (v.-365 - ?), maître de cavalerie en 321 av. J.-C. ;
                - Lucius Valerius Flaccus, (v.-325 - ap.-282), duumvir navele en -282;
                - Marcus Valerius Flaccus, (v.-325 - ?);
                  - Lucius Valerius Flaccus, (v.-305 - ap.-261), consul en 261 av. J.-C. ;
                    - Publius Valerius Flaccus, (v.-270 - v.-210), consul en 227 av. J.-C.
                      - Lucius Valerius Flaccus, (v.-235 - -180), consul en 195 av. J.-C. et censeur en 184 av. J.-C. ;
                        - Lucius Valerius Flaccus (v.-195 - †-152), consul en 152 av. J.-C. ;
                          - Lucius Valerius Flaccus (en), (v.-172 - ap.-131), consul en 131 av. J.-C. ;
                            - Lucius Valerius Flaccus, (v.-140 - -79/69), consul en 100 av. J.-C. et censeur en 97 av. J.-C. et maître de cavalerie de 82 à 80 av. J.-C. ;
                            - Caius Valerius Flaccus;
                              - Caius Valerius Flaccus, (v.-130 - -81/59), consul en 93 av. J.-C. ;
                              - Lucius Valerius Flaccus (en), (v.-130 - -85), consul suffect en 86 av. J.-C. ;

            - Marcus Valerius Publicola (en), (v.-395 - ap.-353), consul en 355 et 353 av. J.-C. ;

          - Publius Valerius Potitus Publicola, (v.-425 - ap.-367), tribun consulaire en 386, 384, 380, 377 et 367 av. J.-C. ;
            - Publius Valerius Publicola, (v.-395 - ap.-332), consul en 352 av. J.-C. et dictateur en 344 av. J.-C. ;

          - ? Caius Valerius Potitus, (v.-410 - ap.-370), tribun consulaire en 370 av. J.-C. ;

  - Marcus Valerius Volusus Maximus, (v.-545 - -496), consul en 505 av. J.-C. ;
    - Lucius Valerius Potitus Publicola, (v.-515 - ap.-464), consul en 483 et 470 av. J.-C. ;
    - Volusus Valerius;
      - Lucius Valerius,
        - Caius Valerius Potitus Volusus, consul en 410 av. J.-C., (v.-450 - ap.-398), et tribun consulaire en 415, 407 et 404 av. J.-C. ;

  - Manius Valerius Volusus Maximus, (v.-540 - -463), dictateur en 494 av. J.-C. ;
    - Marcus Valerius Maximus Lactuca, (v.-500 - ap.-456), consul en 456 av. J.-C. ;
      - Marcus Valerius Lactuca Maximus, (v.-475 - ap.-437), consul suffect en -437;
        - Marcus Valerius Lactucinus Maximus, (v.-435 - ap.-395), tribun consulaire en 398 et 395 av. J.-C. ;
          - Marcus Valerius Maximus, (v.-400 - ?)
            - Marcus Valerius Corvus, (-371 - ap.-301), consul en -348, -346, -343, -335, -300 et -299;  dictateur en -342 et -302, censeur en -307;
              - Marcus Valerius Maximus Corvinus, (v.-350 - ap.-289), consul en 312 et 289 av. J.-C. ;
                - Marcus Valerius Maximus, (v.-325 - ?)
                  - Manius Valerius Maximus Corvinus Messalla, (v.-305 - ap.-252), consul en 263 av. J.-C. et censeur en 252 av. J.-C. ;
                    - Marcus Valerius Maximus Messalla, (v.-270 - ap.-209), consul en 226 av. J.-C. ;
                      - Marcus Valerius Messalla, (v.-230 - ap.-173), consul en 188 av. J.-C. ;
                        - Marcus Valerius Messalla, (v.-205 - ap.-154), consul en 161 av. J.-C. et censeur en 154 av. J.-C. ; voir plus bas;
- Marcus Valerius Messalla, (v.-205 - ap.-154), consul en -161; voir plus haut;
  - Marcus Valerius Messalla, (v.-170 - ?)
    - Marcus Valerius Messalla, (v.-130 - ap.-90), légat en -90;
      - Marcus Valerius Messalla Rufus, (v.-103 - v.-26), consul en 53 av. J.-C.;
        - Marcus Valerius Messalla, (v.-80 - -19)consul suffect en 32 av. J.-C. ;
          - Marcus Valerius Messalla Appianus, (-45 - -12), fils adoptif du précédent, consul en 12 av. J.-C.;
            - Marcus Valerius Messalla Barbatus, (v.-13 - v.20);
              - Valeria Messallina, (v.20 - 48), épouse de Claude;

            - Claudia Pulchra, (v.-12 - 26), épouse de Publius Quinctilius Varus;

        - Potitus Valerius Messalla, (v.-75 - ap.-17), consul suffect en -29;
          - Lucius Valerius Messalla Volesus, (v.-30 - ap.12), consul en 5, proconsul d'Asie;
          - Manius Valerius Messalla Potitus, (v.-25 - ap.-5), triumvir monétaire;

      - Valeria, (v.-100 - ap.-78), épouse de Sylla;

  - Manius Valerius Messalla, (v.-160 - ?)
    - Marcus Valerius Messalla, (v.-130 - ?)
      - Marcus Valerius Messalla Niger, (v.-105 - ap.55), consul en 61 av. J.-C. et censeur en 55 av. J.-C. ;
        - Valeria, (v.-75 - ?), épouse de Quintus Pedius;
        - Marcus Valerius Messalla Corvinus (-64 - †8), consul en 31 av. J.-C. ;
          - Marcus Valerius Messalla Messallinus, (-36 - v.21), consul en 3 av. J.-C. ;
            - Marcus Valerius Messalla, , (v.-13 - ap.21), consul en 20;
              - Marcus Valerius Messalla Corvinus, (v.25 - ap.59), consul en 58 ;

            - (Valeria Messallina), (v.-10 - ?), épouse de Marcus Vipstanus Gallus

          - (Valeria) Messallina, (v.-30 - ?), épouse de Titus Statilius Taurus
          - Marcus Aurelius Cotta Maximus Messallinus, (v.-15 - ap.32), consul en 20.
            - Aurelius Cotta Maximus, (? - ap.58)
            - Aurelia, vestale

        - Valeria, (v.-61 - ?), épouse de Servius Sulpicius Rufus.

### Valerii Falto
- Publius Valerius
  - Quintus Valerius Falto;
    - Quintus Valerius Falto, (v.-270 - ap.-239), consul en 239 av. J.-C. ;
      - ? Marcus Valerius Falto, (v.-240 - ap.-200), propréteur de Sardaigne en -200;

    - Publius Valerius Falto, (v.-270 - ap.-238), consul en 238 av. J.-C. ;

### Descendants des Vipstani
À la suite du mariage de Lucius Vipstanus Gallus, préteur en 17, frère de Marcus Vipstanus Gallus, consul suffect en 18, avec une fille de Marcus Valerius Messalla Messallinus Corvinus, les cognomen de Poplicola et de Messalla furent repris dans la nomenclature des Vipstani, le nom même original de Vipstanus disparut dans cette famille au milieu du IIe siècle et seuls les anciens noms de l'ancienne gens patricienne des Valerii, (que ce soit Poblicola, Messalla, ou encore Valerius), continueront à être utilisés chez leurs descendants jusqu'au Ve siècle.
- Marcus Vipstanus Gallus, (v. -25 - ap. 18), consul suffect en 18;
- Lucius Vipstanus Gallus, (v. -15 - 17), préteur en 17, épouse une Valeria patricienne donc ils ont 2 fils;
  - Lucius Vipstanus Publicola, (v. 13 - ap. 59), consul en 48, admis parmi les patriciens en 47/8;
    - ? Lucius Vipstanus Apronianus, (v. 35 - 86), consul en 59, proconsul d'Afrique;

  - Caius Vipstanus Messalla Gallus, (v. 15 - ap. 60), consul suffect en 48, admis parmi les patriciens en 47/8[2];
    - ? Caius Vipstanus Poblicola, (v. 40 - ap. 63), coopter parmi les prêtres Saliens;
    - ? Vipstanus Messalla, (v. 45 - ap. 70), tribun militaire de la legio VII Claudia en 69;
      - ? Lucius Vipstanus Messalla, (v. 80 - ap. 115), consul en 115;
        - Lucius Vipstanus Poblicola Messalla Priscus, (v. 110 - ap. 145), consul suffect en 145;
          - Lucius Valerius Messalla Thrasea Poblicola Helvidius Priscus, (v. 140 - v. 170), préteur désigner vers 170;
            - Lucius Valerius Messalla Thrasea Priscus, (v. 160 - ap. 196), consul en 196;
              - Lucius Valerius Messalla Apollinaris, (v. 180 - ap. 214), consul en 214;
                - Lucius Valerius Claudius Acilius Priscillianus Maximus, (v. 200 - ap. 256), consul en 233 et 256, Praefectus Urbis Romae en 255;
                  - Lucius Valerius Claudius Poplicola Balbinus Maximus, (v. 220 - ap. 253), consul en 253;
                    - (Lucius Valerius) Messalla, (v. 250 - ap. 280), consul en 280;
                      - Lucius Valerius Maximus Basilius, (v. 275 - ap. 321), Praefectus Urbis Romae en 319/321;
                        - Lucius Valerius Maximus Basilius, (v. 295 - ap. 337), consul en 327, Praefectus Urbis Romae en 327/337;
                          - Valerius Maximus Basilius, (v. 320 - ap. 363), Praefectus Urbis Romae en 361 à 363;
                            - (Valerius) Poblicola, (v. 350 - ?)
                              - Valeria Melania, (v. 383 - 31/12/439)

                          - Lucius Valerius Septimius Bassus, (v. 325 - ap. 383), Praefectus Urbis Romae en 379 et 383;
                            - Valerius Adelphius Bassus, (v. 360 - ?), vir consularis, 383/92;
                              - Valerius Adelphius, (v. 380 - ?)
                                - Adelphia, (v. 405 - ?), épouse d'Anicius Probus;

                            - Valeria, épouse de Rufius Maecius Placidus

                      - (Valeria), (v. 280 - ?), épouse de Quintus Aradius Rufinus

                  - ? (Valeria Prisciliana), (v. 230 - ?), épouse de Marcus Iunius Maximus

              - ? Lucius Valerius Poblicola Helvidius Priscus, (v. 185 - ?), proconsul de Chypre[3];

## Valerii plébeiens

### Sous la République

#### Valerii Antias
- Lucius Valerius Antias, (v.-245 - ap.-215), magister navalis en -215;
  - ? (Valerius Antias), (v.-210 - ?);
    - ? (Valerius Antias), (v.-180 - ?);
      - ? (Valerius Antias), (v.-150 - ?)
        - ? Valerius Antias, (v.-120 - ap.-91), historien romain;

#### Valerii Tappo
- Lucius Valerius Tappo, tribun de la plèbe en -195. Il est préteur en 192 puis propréteur de Sicile en -191, en -190, il est l'un des triumvirs qui fondent Placentia et Crémone.
- Caius Valerius Tappo, tribun de la plèbe en -188;

#### Valerii Sorani
Les Valerii Sorani sont originaires de Sora, dans l'Arpinum;
- Quintus Valerius Soranus, (v.-135 - -82), poète, grammairien, tribun de la plèbe en -82;
  - ? Quintus Valerius Orca, (v.-100 - ap.-49), préteur en -57, propréteur d'Afrique;

#### Valerii Triarii
Les Valerii Triarii sont plébéiens;
- Caius Valerius Triarius, (v.-120 - ap.-74), préteur vers -78, propréteur en Sardaigne en -77, il est légat de Lucullus durant la troisième guerre mithridatique;
  - Publius Valerius Triarius, (v.-90 - ap.-54), en -54, il accuse Marcus Aemilius Scaurus d'extorsion, il est défendu par Cicéron;
  - Caius Valerius Triarius, (v.-90 - -46), ami de Cicéron, partisans de Pompée, il meurt peu de temps après la bataille de Pharsale.
  - Valeria Paula, (v.-80 - ?), épouse de Decimus Iunius Brutus Albinus;

#### Valerii Catulli
Les Valerii Catulli sont originaires de Verone, en Gaule cisalpine.
- (Valerius Catullus), (v.-110 - ?);
  - (Valerius Catullus), (v.-90 - v.-55);
  - Caius Valerius Catullus, (v.-84 - v.-54), poète romain;
    - ? (Valerius Catullus), (v.-60 - ?);
      - Lucius Valerius Catullus, (v.-30 - ap.-6), triumvir monètaire en -6;
        - Sextus Teidius Valerius Catullus, (v.-10 - ap.31), consul suffect en 31;
          - ? (Lucius Valerius) Catullus, (v.10 - ap.31), pontife;
            - ? Valerius Catullus, (v.30 - ap.37/41)[a 4].;
            - ? Lucius Valerius Catullus Messallinus, (v.40 - 95/6), consul en 73, consul suffect en 85;
              - ? (Valeria) Fabulla, (v.65 - ?), épouse de Valerius Asiaticus Saturninus.

#### Valerii de Narbonnaise
- Caius Valerius Caburnus, (v.-120 - ap.-93), devint citoyen romain grâce à Caius Valerius Flaccus;
  - Caius Valerius Procillus, (v.-95 - ap.-54), servit d'émissaire à César en Gaule[a 5];

#### Autres
- Valerius Aedituus, poète de la fin du IIe siècle av. J.-C.;[a 6]
- Quintus Valerius Soranus, (v.-135 - -82), tribun de la plèbe
- Publius Valerius Cato, (v.-100 - ?), érudit, poète du Ier siècle av. J.-C. ;
- Quintus Valerius Orca, (v.-100 - ap.-45), préteur en 57 av. J.-C.;[a 7]
- Lucius Valerius Praeconinus, (v.-90 - ap.-57), légat de César en Gaule[a 8];
- Valerius Valentinus, (v.-80 - ?);[a 9]
- Lucius Valerius Acisculus, (v.-70 - ap.-45), triumvir monétaire en 45 av. J.-C.

### Sous le Principat

#### Valerii Asiatici
Les Valerii Asiatici sont originaires de Vienne, en Gaule narbonnaise, ils sont inscrit dans la tribu Voltina.
- (Valerius Asiaticus), (v.-30 - ?)[b 1];
  - Decimus Valerius Asiaticus, (v.-10 - 47), consul en 35 et 46[a 10],[a 11],[a 12];
    - Decimus Valerius Asiaticus, (v.30 - 12/69), consul désigné en 69[4],[a 13];
      - Marcus Lollius Paullinus Decimus Valerius Asiaticus Saturninus, (v.60 - ap.124), consul en 94 et 124, Préfet de Rome[b 2];
        - Decimus Valerius Taurus Lollius Asiaticus Catullus Messallinus, (v.92 - ap.105);

  - (Valerius Asiaticus), (v.-5 - ap.48)[n 1];

#### Valerii Festi
Les Valerii Festi sont originaires d'Arretium, ils sont inscrit dans la tribu Pomptina.
- Publius Valerius Festus, (v.15 - ?);
  - Caius Calpetanus Valerius Festus, (v.35 - ap.81), consul suffect en 71;

#### Valerii Paulini
- Caius Valerius Paulinus, (v.30 - ap.74), procurateur de Gaule Narbonnaise, praefectus annonae, préfet d'Egypte en 74;
  - ? Caius Valerius Paulinus, (v.65 - v.112), consul suffect en 107;

#### Valerii Vegeti
Les Valerii Vegeti sont d'une origine inconnue.
- Valerius Vegetus, (v. 25 - ?);
  - Quintus Valerius Vegetus, (v. 50 - ap. 91), consul suffect en 91;
    - Quintus Valerius Vegetus, (v. 75 - ap. 112), consul suffect en 112;
    - (Valeria), (v. 75 - ?), épouse de (Lucius Mummius Niger);
      - Nummius Niger Valerius Vegetus, (v.90 - ?), consul suffect sous Hadrien;
        - Lucius Mummius Niger Quintus Valerius Vegetus Severinus Caucidius Tertullus, (v.120 - ?), consul suffect;

#### Valeriii Maximiani
Les Valerii Maximiani sont originaires de Poetovio, en Pannonie.
- Marcus Valerius Maximianus, (v.120 - ap.183), quinquennalis sacerdotalis
  - Marcus Valerius Maximianus, (v.140 - ap.v.186), proconsul de Numidie, consul suffect vers 186;

#### Valerii Bradua
Les Valerii Bradua sont peut-être originaires d'Albenga.
- Marcus Valerius Bradua, (v.130 - ?);
  - Marcus Valerius Bradua Mauricus, (v.150 - ap.191), consul en 191[b 3];

#### Valerii Comazii
- Publius Valerius Comazon Eutychianus, (v.170 - ap.222), consul en 220, Préfet de Rome;
  - ? Publia Valeria Comasia, (v.200 - ap.v.225)[b 4];

#### Valerii de Lugdunum
- Publius (Valerius);
  - Publius Valerius Primus, (v.-30/20 - v.20/30), édile, II Duumvir de Lugdunum[5];

#### Autres
- Valerius Ligur, Préfet du prétoire sous Auguste;[a 14]
- Valerius Gratus, (v.-20 - ap.27), procurateur de Judée de 15 à 27;[a 15]
- Valerius Maximus, (v.-20 - ap.31), dit Valère Maxime, historien du Ier siècle ;
- Valerius Naso, (v.-10 - ap.26), préteur;[a 16]
- Valerius Capito, (v.20 - ap.59), exilée par Agrippine la Jeune, rappeler par son fils Néron;[a 17]
- Valerius Ponticus, (v.25 - ap.61), exilée;[a 18]
- Valerius Fabianus, (v.30 - ap.62), de rang sénatorial, il est condamné pour faux testament;[a 19]
- Marcus Valerius Probus, (v.30 - ap.54/68), grammairien;[a 20]
- Valerius Marinus, (v.30 - ap.69), consul désigner par Galba en 69;[a 21]
- Marcus Valerius Paulinus, (v.40 - ap.101), ami de Vespasien, procurateur en Gaule narbonnaise en 69, consul suffect en 101;
- Marcus Valerius Martialis, (3/v.40 - v.104), dit Martial, poète du Ier siècle ;
- Caius Valerius Flaccus, poète du Ier siècle ;
- Lucius Valerius Licinianus, avocat du Ier siècle ;
- Valerius Probus, grammairien du Ier siècle ;
- Marcus Valerius Homullus, consul en 152.
- Imperator Caesar Marcus Aurelius Valerius Claudius Augustus, dit Claude II le Gothique, empereur romain de 268 à 270 ;

#### Valerii deSalona
- Imp. Caius Aurelius Valerius Diocletianus Aug., (22/12/244 - 3/12/311), Augustus de 285 à 305;
  - Galeria Valeria, (v.280 - v.314), épouse de Galère;

#### Valerii deSirmium
- Imp. Marcus Aurelius Valerius Maximianus Aug., (v.250 - 7/310), Augustus en 285;
  - Imp. Marcus Aurelius Valerius Maxentius Aug., (v.278 - 28/10/312), Augustus en 306;
    - Marcus Valerius Aurelius Romulus, (v.295 - 309), consul en 308 et 309;
    - Aurelius Valerius, (? - 11/312);

  - Fausta Flavia Maxima, (v.289 - 326), épouse de Constantin;

## Postérité
Henry James utilise le patronyme de cette famille dans Le Dernier des Valerii (1874) mais sans en exploiter les références historiques.